# Senecio junceus
Senecio junceus là một loài thực vật có hoa trong họ Cúc. Loài này được (DC.) Harv. miêu tả khoa học đầu tiên.